# Stare Szczepankowo
Stare Szczepankowo – osada (były folwark) w Polsce położona w województwie wielkopolskim, w powiecie kościańskim, w gminie Śmigiel. Miejscowość wchodzi w skład sołectwa Nowe Szczepankowo.
W okresie Wielkiego Księstwa Poznańskiego (1815-1848) miejscowość wzmiankowana jako folwark Szczepankowo należała do wsi mniejszych w ówczesnym pruskim powiecie Kosten rejencji poznańskiej. Folwark Szczepankowo należał do okręgu śmigielskiego tego powiatu i stanowił część majątku Marownica (dziś Morownica), który należał wówczas do Hektora Kwileckiego. Według spisu urzędowego z 1837 roku Szczepankowo liczyło 84 mieszkańców, którzy zamieszkiwali 7 dymów (domostw).
W latach 1975–1998 miejscowość należała administracyjnie do województwa leszczyńskiego.